# Comarca
Comarca（西班牙語發音：[koˈmaɾka] ⓘ，葡萄牙語發音：[kuˈmaɾkɐ]，加泰隆尼亞語發音：[kuˈmarkə] ⓘ；加利西亞語發音：[koˈmaɾka̝]）是伊比利亚文化国家及地区的一种区划单位。该词意为“地区”、“地方”，译名因国家、地区和区划类型而异。

## 词源
该词源自“marca”（意为“边疆区”）加上前缀“co-”（意为“一起、共同”）。
comarca在阿拉贡语中被称为“redolada”（發音：[reðoˈlaða]），在巴斯克语中被称为“eskualde”（發音：[es̺kualde]）。此外，在加利西亞語中，comarca也被称为“bisbarra”（發音：[bizˈβarɐ]）。

## 各国家及地区使用情况

### 西班牙
县 (西班牙)

### 墨西哥
见拉古内拉地区

### 巴拿马
原住民区（comarca indígena）